# Gloriosa
Gloriosa és un gènere de plantes amb flor de la família Colchicaceae.

## Característiques
Es troben a les zones tropicals d'Àfrica i Àsia.
Són plantes d'arrel tuberosa adaptades a les èpoques de pluja i de sequera. Les flors són espectaculars.
Actualment es cultiven també com a plantes de jardí. Contenen alcaloides, com la colquicina, concentrats especialment a l'arrel. Les tiges i fulles poden causar irritació si es freguen amb la pell humana.
Gloriosa superba és l'espècie més coneguda. És la flor nacional de Zimbàbue i la flor estatal de Tamil Nadu i del Tamil Eelam

## Taxonomia
- Gloriosa abyssinica
- Gloriosa angulata
- Gloriosa aurantiaca
- Gloriosa aurea
- Gloriosa baudii
- Gloriosa carsoni
- Gloriosa carsonii
- Gloriosa caerulea
- Gloriosa cirrhifolia
- Gloriosa doniana
- Gloriosa graminifolia
- Gloriosa grandiflora
- Gloriosa homblei
- Gloriosa leopoldi
- Gloriosa lutea
- Gloriosa luxurians
- Gloriosa minor
- Gloriosa nepalensis
- Gloriosa plantii
- Gloriosa rothschildiana
- Gloriosa sampiana
- Gloriosa sessiliflora
- Gloriosa simplex
- Gloriosa speciosa
- Gloriosa sudanica
- Gloriosa superba
- Gloriosa verschuurii
- Gloriosa virescens

## Galeria

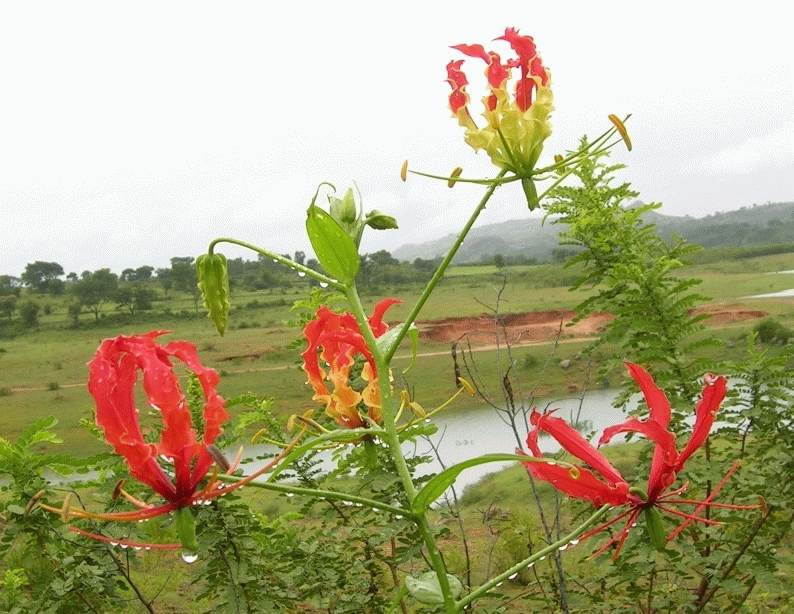
Gloriosa superba
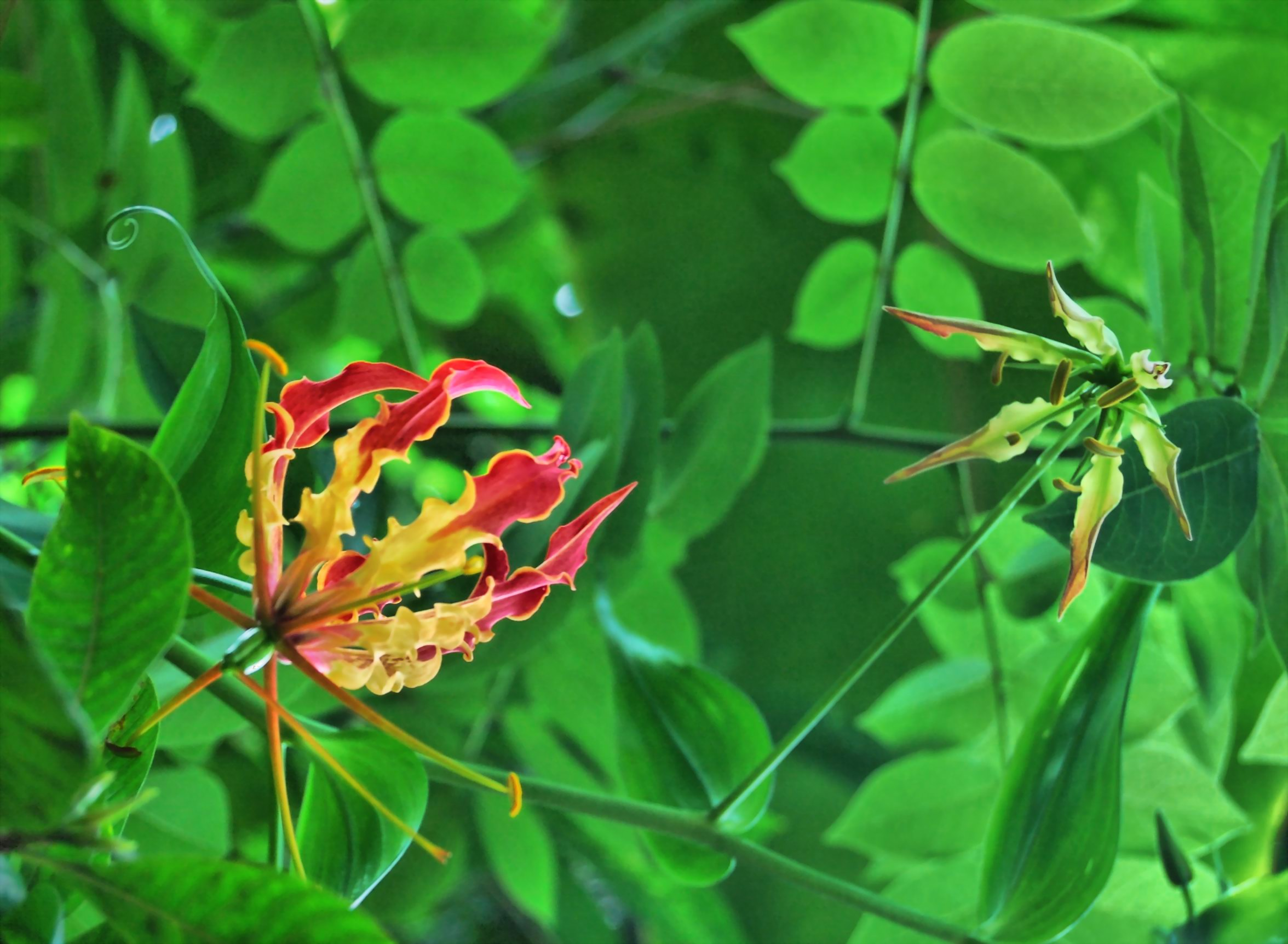
Gloriosa superba
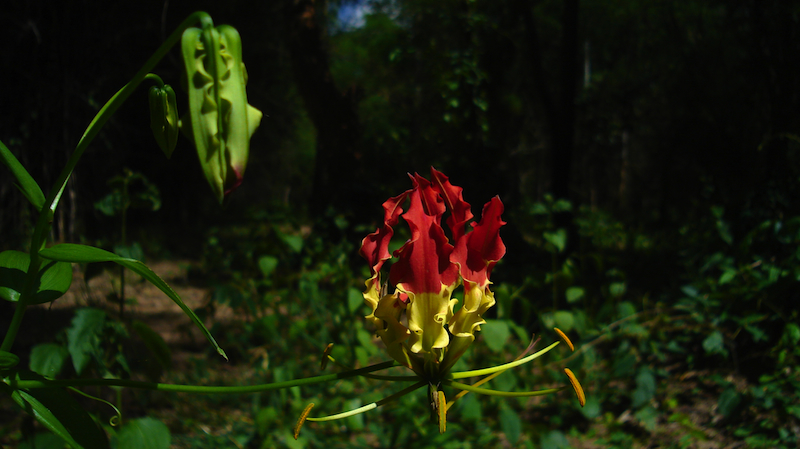
Gloriosa superba a Tamil Nadu, Índia
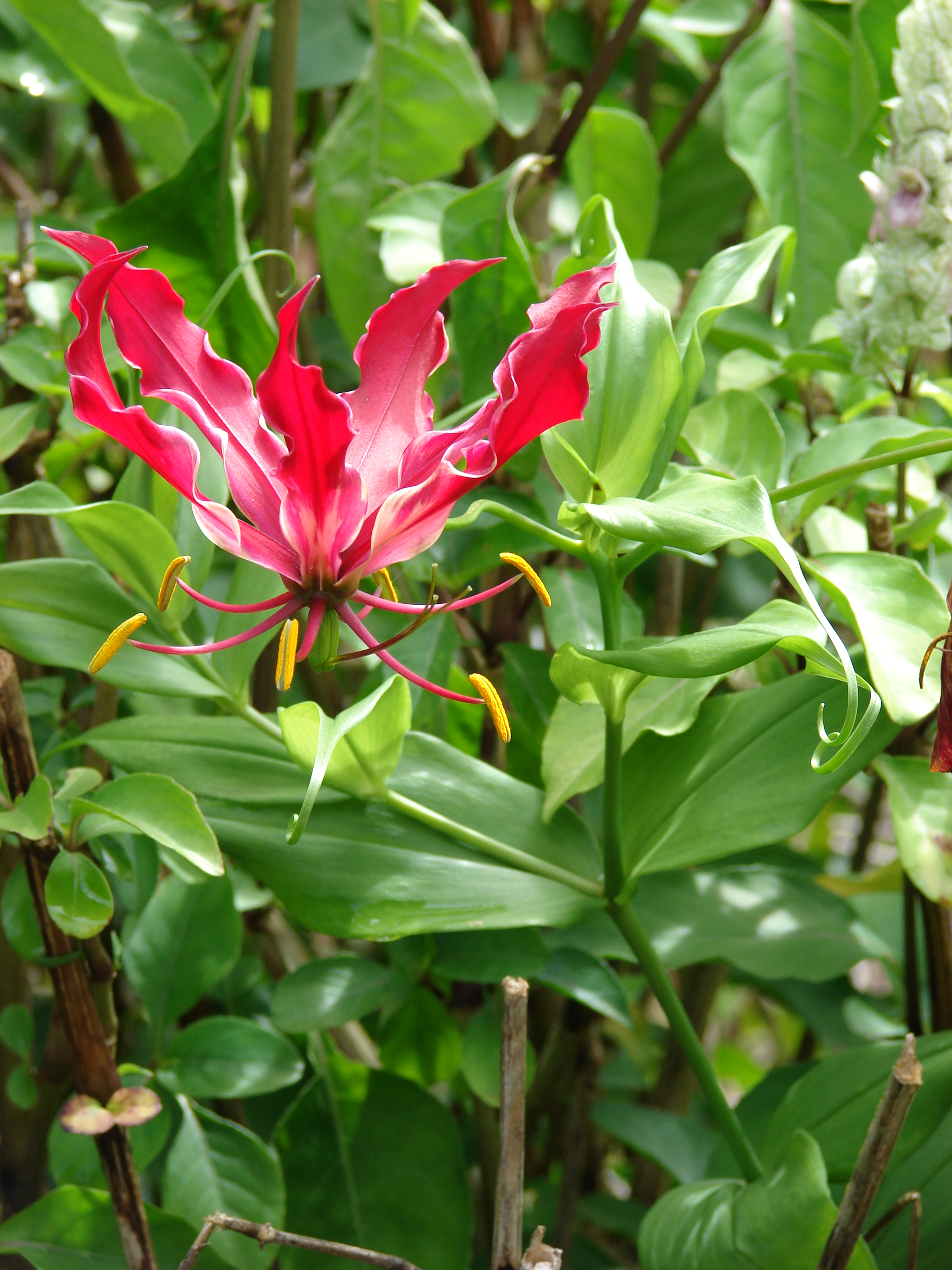
Gloriosa superba